# Julian Armanis
Julian Armanis es modelo y exactor porno. Ha participado en numerosas películas de larga duración de la productora de cine porno gay Bel Ami. 
Nació en Eslovaquia el 10 de abril de 1977. Aficionado a los deportes, sus actividades preferidas son la natación y la bicicleta de montaña. Antes de pisar los escenarios, se dedicaba a la cocina, siendo ayudante de chef en su Eslovaquia natal. 
En el 2004, participó, por última vez, en la película Grek Holiday Part 2: Cruising Mykonos. Para esta fecha, acabó su trabajo como modelo y actor, para mudarse a Praga donde actualmente trabaja como contable en la oficina de Bel Ami en dicha ciudad.
Han sido parejas de Julian Armanis, en pantalla, Sebastian Bonnet, Yves Carradine, Gilles Marais, Tommy Hansen, Alan Connery, Danny Saradon o Jan Dvorak  entre otros.

## Filmografía
| Año  | Título 3                                  |
| ---- | ----------------------------------------- |
| 1996 | Frisky Summer 2                           |
| 1998 | Frisky Summer 3                           |
| 1999 | The English Student                       |
| 2000 | Teamplay                                  |
| 2001 | Personal Trainers: Part 3                 |
| 2002 | Personal Trainers: Part 5                 |
| 2002 | Personal Trainers: Part 4                 |
| 2002 | Personal Trainers: Part 6                 |
| 2002 | Frisky Summer 4                           |
| 2003 | Just for Fun                              |
| 2003 | Julian                                    |
| 2004 | Greek Holiday Part 1: Cruising the Aegean |
| 2004 | Greek Holiday Part 2: Cruising Mykonos    |